# Heteronyx rubescens
Heteronyx rubescens är en skalbaggsart som beskrevs av Blanchard 1850. Heteronyx rubescens ingår i släktet Heteronyx och familjen Melolonthidae. Inga underarter finns listade i Catalogue of Life.